# Rec (манга)
Rec (яп. レック, от англ. recording — «звукозапись») — манга о начинающей сэйю Аке Ондо, мангака — Ханамидзава Ку-Таро. Одноимённая аниме-адаптация состоит из девяти двенадцатиминутных серий. Кроме того, в ноябре 2006 года в Японии была выпущена видеоигра Rec: Doki Doki Seiyuu Paradise (яп. REC ☆ドキドキ声優パラダイス☆) в жанре «симулятор свиданий», предназначенная для платформы PlayStation 2.

## Сюжет
Работник кондитерской фабрики Мацумару Фумихико просит коллегу по имени Танака пойти с ним в кино и безуспешно ждёт около кинотеатра. Танака не приходит, и Мацумару в ярости сминает билет, уже собираясь выбросить его в мусорную корзину, как вдруг появляется молодая девушка по имени Онда Ака и уговаривает не тратить билет понапрасну. Она говорит, что с удовольствием сходит в кино. В результате, Мацумару и Ака вместе смотрят фильм «Римские каникулы». Ака — начинающая сэйю, озвучивает персонажей аниме, но мечтает принимать участие в дубляже западных фильмов. Она обожает актрису Одри Хепбёрн и мечтает её озвучивать. По дороге домой герои выясняют, что живут совсем рядом. Они расстаются, даже не спросив имён друг друга, но той же ночью в квартире Аки случается пожар. Ака выскочила буквально в одной пижаме и теперь вынуждена ночевать на улице, поэтому Мацумару предлагает ей остаться на время у него. Чтобы не возбуждать подозрений на работе, они хранят в секрете факт совместного проживания.

## Персонажи
- Фумихико Мацумару (яп. 松丸 文彦 Мацумару Фумихико) — двадцатишестилетний саларимэн. Первый успех приходит к нему тогда, когда Мацумару рисует талисман для новой серии конфет под названием «Ха» (яп. は ха, лист).

Сэйю — Макото Ясумура
- Ака Онда (яп. 恩田 赤 Онда Ака) — главная героиня аниме и манги, малоизвестная сэйю. Симпатичная жизнерадостная девушка, которая выглядит моложе своих двадцати лет. Аку наняли, чтобы озвучивать талисман фирмы Мацумару — странного кота, жующего листья.

Сэйю — Канако Сакаи
- Ёсиока (яп. 吉岡) — менеджер Аки.

Сэйю — Мэгуми Тоёгути
- Танака (яп. 田中) — коллега Мацумару, в которую тот был влюблен до того, как встретил Аку. Как выясняется позже, она любит играть мужчинами и старается разлучить бывшего кавалера с Акой.

Сэйю — Кимико Кояма
- Ёсио Хатакэда (яп. 畑田 良夫 Хатакэда Ёсио) — коллега Мацумару, фанат Аки.

Сэйю — Дайсукэ Оно
- Хидэёси Сэкигахара (яп. 関ヶ原 秀吉 Сэкигахара Хидэёси)
- Кадзуси Кубо (яп. 久保 一志 Кубо Кадзуси)
- Тагагавара (яп. 高河原 Такагавара)
- Ао Онда (яп. 音田 青 Онда Ао)
- Маки Коиваи (яп. 小岩井 まき Коиваи Маки)
- Масиро Кудо (яп. 工藤 本白 Кудо Масиро)
- Кёко Сакураба (яп. 桜庭 杏子 Сакураба Кё:ко)

## Список серий аниме
Каждая серия называется так же, как один из фильмов с участием Одри Хепбёрн.
| № серии | Заглавие                                                                        | Трансляция в Японии  |
| ------- | ------------------------------------------------------------------------------- | -------------------- |
| 1       | Римские каникулы «Ро:ма но кё:дзицу» (ローマの休日)                             | 2 февраля 2006 года  |
| 2       | Сабрина «Уруваси но сабурина» (麗しのサブリナ)                                  | 9 февраля 2006 года  |
| 3       | Дождись темноты «Куракунару мадэ маттэ» (暗くなるまで待って)                    | 16 февраля 2006 года |
| 4       | Завтрак у Тиффани «Ти:фани: дэ тё:сёку о» (ティファニーで朝食を)                | 23 февраля 2006 года |
| 5       | Любовь после полудня «Хирусагари но дзё:дзи» (昼下がりの情事)                   | 2 марта 2006 года    |
| 6       | Детский час «Уваса но футари» (噂の二人)                                        | 9 марта 2006 года    |
| 7       | Война и мир «Сэнсо: то хэйва» (戦争と平和)                                      | 16 марта 2006 года   |
| 7.5     | Непрощённая «Юрусарэдзару моно» (許されざる者)                                  | 16 марта 2006 года   |
| 8       | Моя прекрасная леди «Май мэа рэди: (англ. My Fair Lady)» (マイ・フェア・レディ) | 23 марта 2006 года   |
| 9       | Двое на дороге «Ицумо футари дэ» (いつも２人で)                                 | 30 марта 2006 года   |